# Сонкович
Сонкович (хорв. Sonković) — населений пункт у Хорватії, в Шибеницько-Книнській жупанії у складі міста Скрадин.

## Населення
Населення за даними перепису 2011 року становило 336 осіб.
Динаміка чисельності населення поселення:

## Клімат
Середня річна температура становить 14,69 °C, середня максимальна – 28,82 °C, а середня мінімальна – 0,97 °C. Середня річна кількість опадів – 772 мм.
| Клімат поселення                              | Клімат поселення | Клімат поселення | Клімат поселення | Клімат поселення | Клімат поселення | Клімат поселення | Клімат поселення | Клімат поселення | Клімат поселення | Клімат поселення | Клімат поселення | Клімат поселення | Клімат поселення |
| Показник                                      | Січ.             | Лют.             | Бер.             | Квіт.            | Трав.            | Черв.            | Лип.             | Серп.            | Вер.             | Жовт.            | Лист.            | Груд.            |                  |
| Середній максимум, °C                         | 10,54            | 11,50            | 14,32            | 17,57            | 22,51            | 26,33            | 28,82            | 28,48            | 24,28            | 20,03            | 14,35            | 10,96            |                  |
| Середня температура, °C                       | 5,74             | 6,72             | 9,54             | 12,79            | 17,73            | 21,56            | 24,72            | 24,36            | 20,17            | 15,92            | 10,23            | 6,83             |                  |
| Середній мінімум, °C                          | 0,97             | 1,93             | 4,76             | 8,00             | 12,95            | 16,78            | 20,58            | 20,24            | 16,05            | 11,81            | 6,11             | 2,72             |                  |
| Норма опадів, мм                              | 68               | 60               | 66               | 70               | 55               | 52               | 29               | 44               | 76               | 81               | 93               | 78               |                  |
| Середньомісячна швидкість вітру, м/с          | 2.39             | 2.55             | 2.78             | 2.68             | 2.34             | 2.11             | 2.18             | 2.00             | 2.18             | 2.22             | 2.70             | 2.60             |                  |
| Середньомісячна сонячна радіація, кДж/м²·день | 5248             | 7980             | 11670            | 16396            | 20481            | 23017            | 24623            | 21461            | 15975            | 10300            | 5708             | 4456             |                  |
| --------------------------------------------- | ---------------- | ---------------- | ---------------- | ---------------- | ---------------- | ---------------- | ---------------- | ---------------- | ---------------- | ---------------- | ---------------- | ---------------- | ---------------- |
| Джерело:                                      |                  |                  |                  |                  |                  |                  |                  |                  |                  |                  |                  |                  |                  |